# Phật giáo Nam truyền

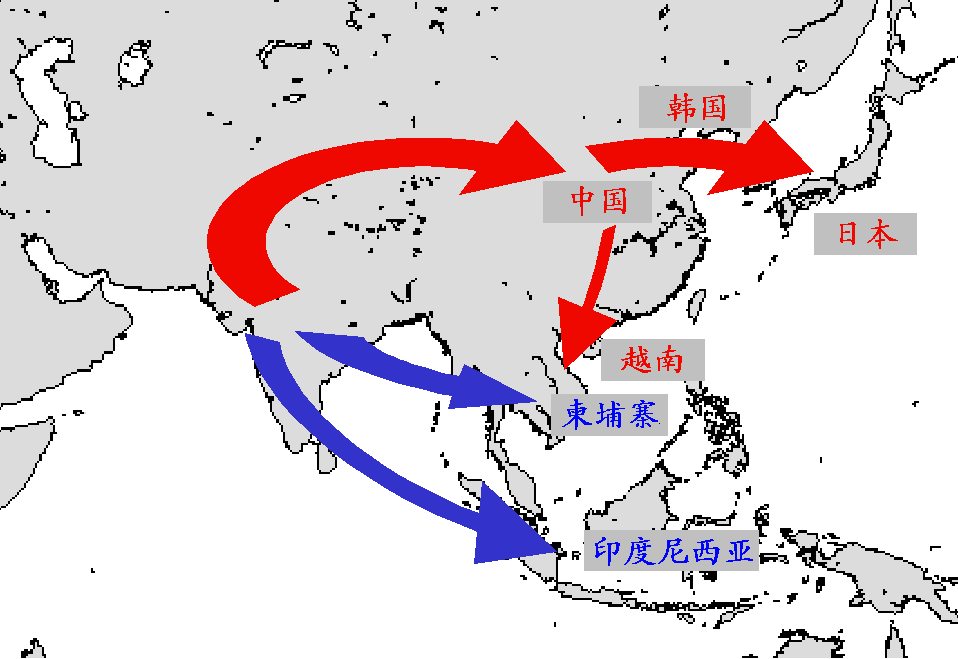
Lộ trình Phật giáo truyền bá về phương Đông：
Đỏ：Hướng truyền giáo của Phật giáo Bắc truyền vào Đông Á.
Xanh：Hướng truyền giáo của Phật giáo Nam truyền vào Đông Nam Á.

Phật giáo Nam truyền (zh.南傳佛教) hay Phật giáo Nam tông, Truyền thống Phật giáo Thượng tọa bộ, là một thuật ngữ học thuật được dùng để chỉ một trong ba trường phái truyền thống Phật giáo lớn trên thế giới phân loại theo địa lý. Theo đó, Phật giáo Nam truyền dùng để chỉ truyền thống Phật giáo chủ yếu được truyền bá từ Ấn Độ theo hướng Sri Lanka, lan rộng ở Đông Nam Á và Tây Song Bản Nạp (Trung Quốc). Trong khi đó, truyền thống Phật giáo Bắc truyền cũng được truyền bá từ gốc Ấn Độ, nhưng qua Trung Á, phổ biến ở Trung Quốc, lan rộng ở khu vực Đông Bắc Á và một phần ở Đông Nam Á.

## Khái quát

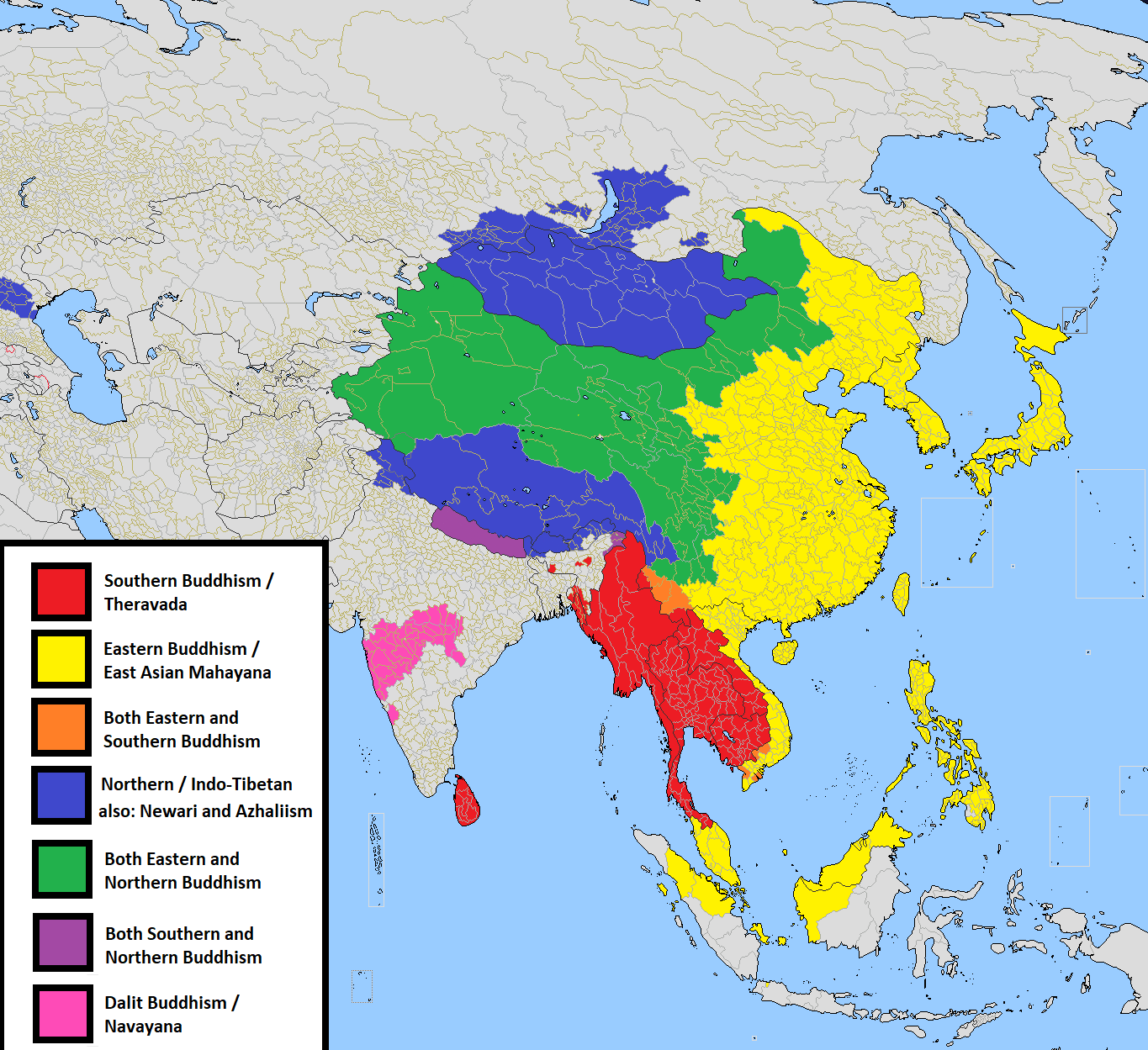
Các truyền thống Phật giáo chính:
Xanh dương (Mật tông)
Vàng (Bắc truyền)
Đỏ (Nam truyền)

Phật giáo Nam truyền được truyền bá từ Ấn Độ đến Sri Lanka và các nước trong lục địa Đông Nam Á, đặc biệt là Myanmar, Thái Lan, Lào, Campuchia và Nam Bộ Việt Nam. Đặc điểm chung của hệ Phật giáo Nam truyền là sử dụng hệ kinh điển Pali làm tiêu chuẩn trong thực hành tu tập. Theo truyền thống Phật giáo Nam truyền, kinh văn Pali là những văn bản ghi lại nguyên vẹn những lời giảng của Đức Phật trong suốt cuộc đời truyền bá giáo pháp của mình. Do sự suy tàn của Phật giáo Ấn Độ, nguồn kinh văn Pali chủ yếu được bảo tồn ở Sri Lanka và được phân phối lại cho các vùng lãnh thổ còn lại. Tuy tồn tại những bản dịch bằng ngôn ngữ bản địa để phục vụ cho việc tìm hiểu giáo pháp, nhưng các tu sĩ Nam truyền vẫn sử dụng nguyên ngữ Pali trong quá trình tu tập.
Tuy có nguồn gốc tập hợp từ nhiều bộ phái khác nhau, ngày nay, chỉ còn duy nhất hệ phái Thượng tọa bộ (Theravāda) là đại biểu cho hệ Phật giáo Nam truyền. Theo các nhà nghiên cứu, trước thế kỷ XIII, cả hai nhánh Phật giáo Bắc truyền lẫn Nam truyền đều đã được truyền bá ở Đông Nam Á. Điều này được chứng minh bởi một số quan niệm của Đại thừa xuất hiện phổ biến trong Phật giáo Đông Nam Á (chẳng hạn như việc thờ cúng Quán Thế Âm) phản ánh sự hiện diện sớm của hệ tư tưởng Đại thừa trong truyền thống Phật giáo Nam truyền. Sự tiếp xúc liên tục giữa Đông Nam Á và Ấn Độ cũng cung cấp thêm nhiều yếu tố của các trường phái Đại thừa và Kim cương thừa, cũng như của các bộ phái sơ kỳ khác vào Đông Nam Á. Chỉ sau khi Phật giáo ở Ấn Độ suy tàn, với cơ sở truyền giáo từ Sri Lanka, hệ phái Thượng tọa bộ trở thành hệ phái có ảnh hưởng gần như tuyệt đối trong truyền thống Phật giáo Nam truyền.
Trong lịch sử, từng có nhiều học giả phái Đại thừa đã dùng thuật ngữ Tiểu thừa (zh. 小乘, sa. hīnayāna, bo. theg dman) để chỉ Phật giáo Nam truyền. Trong một thời gian dài, thuật ngữ này đã bị hiểu sai như là một định danh của Phật giáo Nam truyền mà cụ thể là chỉ phái Thượng tọa bộ. Ngày nay, thuật ngữ này đã lỗi thời và không còn được sử dụng nữa.
Phật giáo Nam truyền từng có ảnh hưởng nhất định trong lịch sử Phật giáo Trung Quốc, với biểu hiện rõ rệt nhất qua sự tồn tại của hệ kinh văn A-hàm Hán ngữ. Tuy nhiên với sự phát triển mạnh mẽ của Đại thừa ở Trung Quốc, ảnh hưởng của Phật giáo Nam truyền bị thu hẹp, chỉ truyền bá được ở Vân Nam. Ngày nay, chỉ còn Việt Nam đại diện cho một trường hợp thú vị của một quốc gia nằm trong vùng ảnh hưởng giao thoa của cả hai trường phái Phật giáo Bắc truyền và Nam truyền.